# 2017-es WTA Elite Trophy
A 2017-es WTA Elite Trophy a WTA által évente megrendezésre kerülő esemény 2017. évi tornája volt, amelyen a világranglistán elért helyezésük alapján a WTA Finals tornára kvalifikációt szerzett versenyzőket követő 11 játékos és egy további, a rendezők szabadkártyájával induló versenyző indulhatott. Sérülés vagy egyéb lemondás miatt a távol maradó helyett a ranglista következő helyén álló versenyző indulhatott. Párosban a WTA Finals tornán szereplő párosokat a világranglistán követő négy páros vehetett részt a versenyen, a rendezők két további párosnak adtak szabadkártyát.
A címvédő egyesben Petra Kvitová, párosban a kínai Hszü Ji-fan és a török İpek Soylu párosa, a tornán egyikük sem indul ebben az évben. A tornát egyéniben a német Julia Görges nyerte, miután a döntőben 7–5, 6–1 arányban győzött az amerikai Coco Vandeweghe ellen. A párosok versenyét a kínai Tuan Jing-jing–Han Hszin-jün-páros nyerte, miután 6–2, 6–1 arányban legyőzték az ugyancsak kínai Csang Suaj–Lu Csing-csing-párost.

## A verseny
A harmadik WTA Elite Trophy versenyt 2017. október 31. − november 5. között rendezték. Helyszíne a Hengqin International Tennis Center volt a kínai Csuhajban. A torna díjalapja 2017-ben 2 280 935 amerikai dollár volt.

## A ranglistapontok és a díjazás
Az első helyezett 700 ranglistapontot szerezhetett. A párosok ezen a versenyen nem kaptak ranglistapontot.
| Szakasz                           | Egyéni          | Egyéni   | Páros          | Páros |
| Szakasz                           | Díjazás         | Pont     | Díjazás        | Pont  |
| --------------------------------- | --------------- | -------- | -------------- | ----- |
| Győztes                           | KM1 + 450 000 $ | KM + 460 | KM1 + 20 000 $ | N/A   |
| Döntős                            | KM + 150 000 $  | KM + 200 | KM1 + 10 000 $ | N/A   |
| Elődöntős                         | KM + 15 000 $   | KM       | N/A            | N/A   |
| Körmérkőzéses szakaszban győzelem | 92 500 $        | 120²     | 5000 $         | N/A   |
| Körmérkőzéses szakaszban vereség  | 20 000 $        | 40²      | N/A            | N/A   |
| Startpénz                         | N/A             | N/A      | 15 000 $       | N/A   |
| Helyettesítők                     | 10 000 $        | N/A      | N/A            | N/A   |

- 1 KM − a körmérkőzéses szakaszban szerzett pénzdíjak és pontok.
- ² A körmérkőzéses szakaszban a szabadkártyával induló 80 pontot kap egy győzelemért és 0 pontot a vereségért.

## A lebonyolítás formája
A versenyen részt vevő 12 játékost négy háromfős csoportba sorsolták, és a négy csoportgyőztes alkotta az elődöntő mezőnyét. Az elődöntő hagyományos kieséses formában zajlott.
A párosoknál a hat csapat két háromfős csoportban versenyzett, és a két csoportgyőztes mérkőzött a bajnoki címért.
A helyezések eldöntése a körmérkőzéses szakaszban
A helyezések az alábbiak figyelembe vételével dőltek el:
1. A győzelmek száma
2. Ha a győzelmek száma egyenlő volt, akkor a mérkőzéseken nyert játszmák száma döntött
3. Ha ez is egyenlő volt, akkor két játékos holtversenye esetén az egymás elleni eredményt, ha három játékos között volt holtverseny, akkor elsőként a játszmaarányt, másodikként a játékarányt vették figyelembe.

## Az egyéni versenyen kvalifikációt szerzett versenyzők
A 2017. évi versenyre az alábbi táblázatban szereplő versenyzők szereztek kvalifikációt:
A versenyen két korábbi Grand Slam-tornagyőztes (Angelique Kerber és Sloane Stephens) vett részt. Sérülés miatt lemondta a részvételt az ugyancsak kvalifikációt szerzett magyar származású brit versenyző, Konta Johanna. A verseny résztvevői 2017-ben összesen 11 WTA-tornagyőzelmet szereztek.
| Világr. hely. | Versenyző                   | 2017-ben elért legjobb eredményei |
| ------------- | --------------------------- | --- |
| 10            | Kristina Mladenovic         | Győzelem: (1) Ladies Neva Cup, Szentpétervár (Premier) Döntő: (3) Madrid Masters, Madrid (Premier Mandatory) Porsche Tennis Grand Prix, Stuttgart (Premier) Abierto Mexicano Telcel, Acapulco (International) Elődöntő: (1) BNP Paribas Open, Indian Wells (Premier Mandatory) Negyeddöntő: (3) Roland Garros, (Grand Slam-torna) Topshelf Open, ’s-Hertogenbosch (International) AEGON Classic, Birmingham (Premier)          |
| 12            | Coco Vandeweghe             | Döntő: (1) Bank of the West Classic, Stanford (Premier) Elődöntő: (2) Australian Open, (Grand Slam-torna) US Open, (Grand Slam-torna) Negyeddöntő: (3) Wimbledon, (Grand Slam-torna) Madrid Masters, Madrid (Premier Mandatory) AEGON Classic, Birmingham, (Premier) |
| 13            | Sloane Stephens             | Győzelem: (1) US Open, (Grand Slam-torna) Elődöntő: (2) Rogers Cup, Toronto (Premier 5) Western&Southern Open, Cincinnati (Premier 5) |
| 14            | Anasztaszija Pavljucsenkova | Győzelem: (3) Monterrey Open, Monterrey (International) Morocco Open, Rabat (International) Hong Kong Open, Hongkong (International) Döntő: (1) Toray Pan Pacific Open, Tokió (Premier) Negyeddöntő: (5) Australian Open, (Grand Slam-torna) BNP Paribas Open, Indian Wells (Premier Mandatory) Apia International Sydney, Sydney (Premier) Bank of the West Classic, Stanford (Premier) Connecticut Open, New Haven (Premier) |
| 15            | Anastasija Sevastova        | Győzelem: (1) Mallorca Open, Mallorca (International) Elődöntő: (2) Madrid Masters, Madrid (Premier Mandatory) Dubai Duty Free Tennis Championships, Dubaj (Premier 5) Negyeddöntő: (5) US Open, (Grand Slam-torna) Volvo Cars Open, Charleston (Premier) Porsche Tennis Grand Prix, Stuttgart (Premier) BRD Bucharest Open, Bukarest (International) Swedish Open, Båstad (International)                                     |
| 17            | Jelena Vesznyina            | Győzelem: (1) BNP Paribas Open, Indian Wells (Premier Mandatory) Negyeddöntő: (1) Ladies Neva Cup, Szentpétervár (Premier) |
| 18            | Julia Görges                | Győzelem: (1) Kremlin Cup, Moszkva (Premier) Döntő: (3) Mallorca Open, Mallorca (International) BRD Bucharest Open, Bukarest (International) Citi Open, Washington (International) Elődöntő: (2) ASB Classic, Auckland (International) Hungarian Ladies Open, Budapest (International) |
| 19            | Angelique Kerber            | Döntő: (1) Monterrey Open, Monterrey (International) Elődöntő: (2) Dubai Duty Free Tennis Championships, Dubaj (Premier 5) Toray Pan Pacific Open, Tokió (Premier 5) Negyeddöntő: (3) Miami Masters, Miami (Premier Mandatory) AEGON International, Eastbourne (Premier) Brisbane International, Brisbane (International) |
| 20            | Ashleigh Barty              | Győzelem: (1) Malaysian Open, Kuala Lumpur (International) Döntő: (2) AEGON Classic, Birmingham (Premier) Wuhan Open, Vuhan (Premier 5) Negyeddöntő: (2) Internationaux de Strasbourg, Strasbourg (International) Nottingham Open, Nottingham (International) |
| 22            | Magdaléna Rybáriková        | Döntő: (1) Generali Ladies Linz, Linz (International) Elődöntő: (2) Wimbledon, (Grand Slam-torna) Nottingham Open, Nottingham (International) |
| 23            | Barbora Strýcová            | Győzelem: (1) Generali Ladies Linz, Linz (International) Elődöntő: (3) Apia International Sydney, Sydney (Premier) Ladies Open Biel Bienne, [[\|Biel (Svájc)\|Biel]] (International) Prague Oen, Prága (International) Negyeddöntő: (4) China Open, Peking (Premier Mandatory) AEGON International, Eastbourne (Premier) Toray Pan Pacific Open, Tokió (Premier) ASB Classic, Auckland (International)                         |
| WC (27)       | Peng Suaj                   | Győzelem: (1) Jiangxi Open, Nancsang (International) Döntő: (1) Taiwan Open, Tajpej (International) Elődöntő: (2) Internationaux de Strasbourg, Strasbourg (International) Tianjin Open, Tiencsin (International) |

## A verseny

### Egyéni

#### A csoportmérkőzések
Azalea csoport
| Rsz. | Név                  | Mladenovic     | Görges     | Rybáriková     | Gy–V | Szett Gy–V | Játék Gy–V | Helyezés |
| ---- | -------------------- | -------------- | ---------- | -------------- | ---- | ---------- | ---------- | -------- |
| 1    | Kristina Mladenovic  |                | 2–6 6–7(4) | 5–7 6–1 6–7(5) | 0–2  | 1–4        | 25–28      | 3.       |
| 7    | Julia Görges         | 6–2 7–6(4)     |            | 6–1 7–6(5)     | 2–0  | 4–0        | 26–15      | 1.       |
| 10   | Magdaléna Rybáriková | 7–5 1–6 7–6(5) | 1–6 6–7(5) |                | 1–1  | 2–3        | 22–30      | 2.       |

Bougainvillea csoport
| Rsz. | Név              | Vandeweghe  | Vesznyina       | Peng            | Gy–V | Szett Gy–V | Játék Gy–V | Helyezés |
| ---- | ---------------- | ----------- | --------------- | --------------- | ---- | ---------- | ---------- | -------- |
| 2    | Coco Vandeweghe  |             | 6–3 6–2         | 3–6 6–3 6–2     | 2–0  | 4–1        | 27–16      | 1.       |
| 6    | Jelena Vesznyina | 3–6 2–6     |                 | 2–6 0–1 feladta | 0–2  | 0–4        | 7–19       | 3.       |
| 12   | Peng Suaj        | 6–3 3–6 2–6 | 6–2 1–0 feladta |                 | 1–1  | 3–2        | 18–17      | 2.       |

Camellia csoport
| Rsz. | Név                  | Stephens    | Sevastova | Strýcová    | Gy–V | Szett Gy–V | Játék Gy–V | Helyezés |
| ---- | -------------------- | ----------- | --------- | ----------- | ---- | ---------- | ---------- | -------- |
| 3    | Sloane Stephens      |             | 5–7 3–6   | 0–5 feladta | 0–2  | 0–3        | 8–18       | 3.       |
| 5    | Anastasija Sevastova | 7–5 6–3     |           | 6–3 6–4     | 2–0  | 4–0        | 25–15      | 1.       |
| 11   | Barbora Strýcová     | 5–0 feladta | 3–6 4–6   |             | 1–1  | 1–2        | 12–12      | 2.       |

Rose csoport
| Rsz. | Név                         | Pavljucsenkova | Kerber      | Barty   | Gy–V | Szett Gy–V | Játék Gy–V | Helyezés |
| ---- | --------------------------- | -------------- | ----------- | ------- | ---- | ---------- | ---------- | -------- |
| 4    | Anasztaszija Pavljucsenkova |                | 6–3 3–6 6–2 | 4–6 1–6 | 1–1  | 2–3        | 20–23      | 2.       |
| 8    | Angelique Kerber            | 3–6 6–3 2–6    |             | 3–6 4–6 | 0–2  | 1–4        | 18–27      | 3.       |
| 9    | Ashleigh Barty              | 6–4 6–1        | 6–3 6–4     |         | 2–0  | 4–0        | 24–12      | 1.       |

#### A döntők
|  | Elődöntők | Elődöntők            | Elődöntők | Elődöntők    | Elődöntők |   |                 | Döntő | Döntő | Döntő | Döntő | Döntő |  |
|  |           |                      |           |              |           |   |                 |       |       |       |       |       |  |
|  | 2         | Coco Vandeweghe      | 6         | 6            |           |   |                 |       |       |       |       |       |  |
|  | 2         | Coco Vandeweghe      | 6         | 6            |           |   |                 |       |       |       |       |       |  |
|  | 9         | Ashleigh Barty       | 3         | 3            |           |   |                 |       |       |       |       |       |  |
|  | 9         | Ashleigh Barty       | 3         | 3            |           | 2 | Coco Vandeweghe | 5     | 1     |       |       |       |  |
|  |           |                      |           |              |           | 2 | Coco Vandeweghe | 5     | 1     |       |       |       |  |
|  |           |                      | 7         | Julia Görges | 7         | 6 |                 |       |       |       |       |       |  |
|  | 7         | Julia Görges         | 7         | Julia Görges | 7         | 6 | 6               | 6     |       |       |       |       |  |
|  | 7         | Julia Görges         |           |              |           |   |                 |       |       |       |       |       |  |
|  | 5         | Anastasija Sevastova | 3         | 3            |           |   |                 |       |       |       |       |       |  |

### Páros
A versenyen az alábbi párosok indultak el:
1. Raluca Olaru /  Olha Szavcsuk
2. Alicja Rosolska /  Anna Smith
3. Csang Suaj /  Lu Csing-csing
4. Tuan Jing-jing /  Han Hszin-jün
5. Tang Csien-huj /  Csiang Hszin-jü
6. Jang Csao-hszüan /  Liang Csen

Az indulókat két háromfős csoportba sorsolták, amelyek első helyezettjei kerültek a döntőbe, és mérkőztek meg a tornagyőzelemért.

#### A párosok csoportmérkőzései
A (Lotus) csoport
| Rsz. | Név                          | Olaru Szavcsuk | Jang Csen  | Tuan Han       | Gy–V | Szett Gy–V | Játék Gy–V | Helyezés |
| ---- | ---------------------------- | -------------- | ---------- | -------------- | ---- | ---------- | ---------- | -------- |
|      | Raluca Olaru Olha Szavcsuk   |                | 6–3 7–6(3) | 3–6 7–5 [7–10] | 1–1  | 3–2        | 23–21      | 2.       |
|      | Jang Csao-hszüan Liang Csen  | 3–6 6–7(3)     |            | 6–7(2) 4–6     | 0–2  | 0–4        | 19–26      | 3.       |
|      | Tuan Jing-jing Han Hszin-jün | 6–3 5–7 [10–7] | 7–6(2) 6–4 |                | 2–0  | 4–1        | 25–20      | 1.       |

B (Orchid) csoport
| Rsz. | Név                            | Rosolska Smith | Csang Lu   | Tang Csiang    | Gy–V | Szett Gy–V | Játék Gy–V | Helyezés |
| ---- | ------------------------------ | -------------- | ---------- | -------------- | ---- | ---------- | ---------- | -------- |
|      | Alicja Rosolska Anna Smith     |                | 3–6 1–6    | 3–6 6–4 [6–10] | 0–2  | 1–4        | 13–23      | 3.       |
|      | Csang Suaj Lu Csing-csing      | 6–3 6–1        |            | 7–6(3) 6–3     | 2–0  | 4–0        | 25–13      | 1.       |
|      | Tang Csien-huj Csiang Hszin-jü | 6–3 4–6 [10–6] | 6–7(3) 3–6 |                | 1–1  | 2–3        | 20–22      | 2.       |

#### A páros döntő
|  | Elődöntők | Elődöntők | Elődöntők                 | Elődöntők                    | Elődöntők |   |  | Döntő | Döntő | Döntő | Döntő | Döntő |  |
|  |           |           |                           |                              |           |   |  |       |       |       |       |       |  |
|  |           |           |                           |                              |           |   |  |       |       |       |       |       |  |
|  |           |           |                           |                              |           |   |  |       |       |       |       |       |  |
|  |           |           |                           |                              |           |   |  |       |       |       |       |       |  |
|  |           | 4         | Csang Suaj Lu Csing-csing | 2                            | 1         |   |  |       |       |       |       |       |  |
|  |           |           |                           |                              |           |   |  |       |       |       |       |       |  |
|  |           |           | 6                         | Tuan Jing-jing Han Hszin-jün | 6         | 6 |  |       |       |       |       |       |  |
|  |           |           | 6                         | Tuan Jing-jing Han Hszin-jün | 6         | 6 |  |       |       |       |       |       |  |
|  |           |           |                           |                              |           |   |  |       |       |       |       |       |  |
|  |           |           |                           |                              |           |   |  |       |       |       |       |       |  |